# Nikołaj Ługanski
Nikołaj Lwowicz Ługanski, ros. Никола́й Льво́вич Луга́нский (ur. 26 kwietnia 1972 w Moskwie) – rosyjski pianista.

## Życiorys
Urodził się w Moskwie, gdzie uczęszczał do Centralnej Szkoły Muzycznej, a następnie studiował w Konserwatorium. Jego nauczycielami byli m.in. Tatjana Nikołajewa i Siergiej Dorenski. Jest laureatem wielu konkursów muzycznych, w tym Konkursu Bachowskiego w Lipsku (II nagroda, 1988) i Międzynarodowego Konkursu im. Piotra Czajkowskiego w Moskwie (srebrny medal, 1994). Koncertuje na całym świecie w prestiżowych salach, z czołowymi orkiestrami i grając recitale. Występuje też jako kameralista. Jego nagrania płytowe otrzymały wiele nagród, m.in. Diapason d’Or de l’Annee, Award of Terence Judd, Choc du Monde de la Music, ECHO Klassik, Preis der Deutschen Schallplattenkritik i BBC Music Magazine Award.
Pianista występował wielokrotnie na festiwalu „Chopin i jego Europa” w Warszawie.
W 2013 został wyróżniony tytułem honorowym Ludowy Artysta Federacji Rosyjskiej. W 2019 otrzymał Państwową Nagrodę Federacji Rosyjskiej.
Od 1998 jest profesorem w Konserwatorium Moskiewskim.